# اریک اسکری
اریک آر. اسکری (به انگلیسی: Eric R. Scerri) (زاده 30 اوت 1953) یک شیمی‌دان، نویسنده و فیلسوف علم مالتی است. او مدرس دانشگاه کالیفرنیا، لس‌آنجلس است، و بنیان‌گذار و سردبیر ژورنال دانشگاهی مبانی شیمی، یک مجله بین‌المللی که تاریخ و فلسفه شیمی و آموزش شیمی را پوشش می‌دهد.
او صاحب‌نظر در تاریخ و فلسفه جدول تناوبی است و نویسنده و ویراستار چندین کتاب در این زمینه است. اسکری یکی از شرکت‌کنندگان در فیلم مستند رمز و راز ماده در سال ۲۰۱۴، برای پی‌بی‌اس بود.
اسکری در مدرسه گرامر والپل در ایلینگ شرکت کرد. او مدرک کارشناسی خود را از کالج وستفیلد (دانشگاه لندن)، مدرک تحصیلات تکمیلی خود را از دانشگاه کمبریج، مدرک کارشناسی ارشد خود را از دانشگاه ساوت‌همپتون و دکترای خود را از کینگز کالج لندن دریافت کرد.

## علایق پژوهشی
تحقیقات اسکری عمدتاً در تاریخ و فلسفه شیمی بوده‌است، به‌ویژه در مورد این سؤال که تا چه اندازه شیمی به مکانیک کوانتومی ارتباط دارد. او در مطالعه جدول تناوبی عناصر از جمله خاستگاه تاریخی و اهمیت فلسفی آن تخصص داشته‌است. نوشته‌های جدیدتر شامل نقد ادعاهای پیدایش شیمی و وجود علیت نزولی است.
اسکری علاوه بر آثار تاریخی و فلسفی، مقالات متعددی را در آموزش شیمی منتشر کرده‌است، از جمله گزارش‌هایی از ساختارهای الکترونیکی فلزات واسطه و آرایش الکترونی.
در داستان هفت عنصر (۲۰۱۳) اسکری داستان کشف هفت عنصر گم‌شده از جدول تناوبی را در مدت کوتاهی پس از آغاز قرن بیستم بازگو می‌کند؛ از جمله شکست‌ها، ادعاهای نادرست، و بحث‌ها و منازعات.
در دسامبر ۲۰۱۵، اسکری توسط آیوپاک به عنوان رئیس پروژه‌ای منصوب شد تا توصیه‌ای در مورد ترکیب گروه ۳ جدول تناوبی ارائه دهد. در ژانویه ۲۰۲۱، این پروژه گزارشی در مجله خبری شیمی بین‌المللی آیوپاک منتشر کرد. این گزارش مطابق با گزارش قبلی آیوپاک از سال ۱۹۸۸، و همچنین پیشنهاد لو لاندو و اوگنی لیفشیتز در دوره فیزیک نظری است.
اخیراً (۲۰۱۶) او رویکرد تکاملی جدیدی را برای فلسفه علم بر اساس هفت مطالعه موردی دانشمندان کمتر شناخته‌شده مانند جان نیکلسون، آنتون ون دن بروک و ادموند استونر پیشنهاد کرد. اسکری استدلال کرده‌است که این شخصیت‌های کمتر شناخته‌شده به همان اندازه شخصیت‌های معروف مهم هستند، زیرا شکاف‌های گم‌شده در رشد تدریجی تکاملی و ارگانیک در بدنه دانش علمی را تشکیل می‌دهند. اگرچه او وقوع انقلاب‌های علمی را همان‌طور که توماس کوهن تصور می‌کرد رد می‌کند، اما از این ایده کوهن حمایت می‌کند که پیشرفت علمی غیرغایت‌شناختی است و هیچ رویکردی نسبت به حقیقت خارجی وجود ندارد.

## آثار
- ۲۰۲۰، عنصر شیمیایی چیست؟، ویرایش مشترک با ه. گیباودی، انتشارات دانشگاه آکسفورد، نیویورک، شابک ‎۹۷۸۰۱۹۰۹۳۳۷۸۴
- ۲۰۲۰، جدول تناوبی: داستان و اهمیت آن، ویرایش دوم، انتشارات دانشگاه آکسفورد، نیویورک، شابک ‎۹۷۸–۰۱۹۰۹۱۴۳۶۳
- ۲۰۱۹، جدول تناوبی: مقدمه‌ای بسیار کوتاه، ویرایش دوم، انتشارات دانشگاه آکسفورد، نیویورک، شابک ‎۹۷۸–۰۱۹۸۸۴۲۳۲۳
- ۲۰۱۸، مندلیف به اوگانسون: دیدگاه چندرشته‌ای در جدول تناوبی، با سردبیر جی رسترپو، انتشارات دانشگاه آکسفورد، نیویورک، شابک ‎۹۷۸–۰۱۹۰۶۶۸۵۳۲
- ۲۰۱۶، داستان هفت دانشمند و فلسفه جدید علم، انتشارات دانشگاه آکسفورد، نیویورک، شابک ‎۹۷۸–۰۱۹۰۲۳۲۹۹۳
- ۲۰۱۶، مقالاتی در فلسفه شیمی، با سردبیر فیشر جی. انتشارات دانشگاه آکسفورد، نیویورک، شابک ‎۹۷۸۰۱۹۰۴۹۴۵۹۹[۹]
- ۲۰۱۵، فلسفه شیمی: رشد یک رشته جدید، با ویراستار مک‌اینتایر ال. اسپرینگر، دوردوخت، برلین، شابک ‎۹۷۸-۹۴-۰۱۷-۹۳۶۴-۳
- ۲۰۱۳، داستان هفت عنصر، انتشارات دانشگاه آکسفورد، آکسفورد، شابک ‎۹۷۸۰۱۹۵۳۹۱۳۱۲
- ۲۰۱۳، عناصر ۳۰ ثانیه‌ای: ۵۰ عنصر مهم که هر کدام در نیم دقیقه توضیح داده شده‌اند، به‌عنوان ویراستار، مترو بوکز، نیویورک، شابک ‎۹۷۸۱۴۳۵۱۴۵۲۱۴
- ۲۰۱۱، جدول تناوبی: مقدمه‌ای بسیار کوتاه، انتشارات دانشگاه آکسفورد، آکسفورد، شابک ‎۹۷۸۰۱۹۹۵۸۲۴۹۵
- ۲۰۰۹، مقالات منتخب در جدول تناوبی، انتشارات امپریال کالج، لندن، شابک ‎۹۷۸۱۸۴۸۱۶۴۲۵۳
- ۲۰۰۸، مقالات گردآوری‌شده در مورد فلسفه شیمی، انتشارات امپریال کالج، لندن، شابک ‎۹۷۸۱۸۴۸۱۶۱۳۷۵
- ۲۰۰۷، جدول تناوبی: داستان و اهمیت آن، انتشارات دانشگاه آکسفورد، نیویورک، شابک ‎۹۷۸۰۱۹۵۳۰۵۷۳۹
- ۲۰۰۶، فلسفه شیمی: سنتز یک رشته جدید، با ویراستاران مشترک بیرد دی و مک‌اینتایر ال. اسپرینگر، دوردخت، شابک ‎۱۴۰۲۰۳۲۵۶۰